# Puketorpagölen
Puketorpagölen är en sjö i Vetlanda kommun i Småland och ingår i Mörrumsåns huvudavrinningsområde. Sjön är 10,5 meter djup, har en yta på 0,039 kvadratkilometer och befinner sig 214 meter över havet.